# Christian Schneuwly
Christian Schneuwly (Wünnewil-Flamatt, 7 febbraio 1988) è un ex calciatore svizzero, di ruolo centrocampista.

## Biografia
Ha un fratello, Marco, più grande di lui di tre anni, che gioca nel Thun.

## Palmarès

### Club

#### Competizioni nazionali
- Challenge League: 1

Losanna: 2019-2020